# Härfågel
Härfågel (Upupa epops) är en fågel inom familjen härfåglar och återfinns i stora delar av Europa, Asien och Afrika. Den har en karaktäristisk och kraftfullt färgad fjäderdräkt i svart, vitt och orange och när den är exalterad reser den en fjäderplym på huvudet. Även dess läte är vittljudande och distinkt.

## Utseende och läte
Härfågeln är 28 centimeter lång och väger 55–80 gram. Dess fjäderdräkt är klarorange till blekt beige, med svarta och vita ränder på vingen, ryggen och stjärten. På huvudet har den en fjäderkrona eller fjäderkam, med svarta toppar. Kammen kan resas rakt upp men ligger oftast nedfälld och ser då mera ut som en nacktofs. Den rör sig fladdrigt och flaxigt, men kan vara mycket svår att upptäcka.

### Läte
Lätet är ett trestavigt  "opp-opp-opp" (fil).

## Taxonomi och utbredning
Härfågeln placeras i släktet Upupa och familjen Upupidae. Tidigare placerades familjen oftast inom ordningen praktfåglar (Coraciiformes) men förs idag tillsammans med skratthärfåglar och näshornsfåglar till den egna ordningen härfåglar och näshornsfåglar (Bucerotiformes). 

### Utbredning
Härfågeln finns i stora delar av Europa, Asien och Afrika. Världspopulationen består delvis av flyttfåglar medan de sydligare populationer är stannfåglar. Den europeiska populationen flyttar i augusti till oktober till övervintringsområden i Afrika, för att återkomma i april till maj.

### Underarter
Följande lista följer Clements et al.:
epops-gruppen
- nordlig härfågel[7] Upupa epops epops – häckar i nordvästra Afrika (österut till nordvästra Libyen, Kanarieöarna och centrala och södra Europa söderut till Israel och österut till sydöstra Sibirien och norra Koreahalvön samt vidare söderut till nordvästra Indien, Tibet och Kina; mestadels flyttfågel som vintertid flyttar till Afrika och södra Asien
- Upupa epops major – häckar i Egypten (Nildalen till Suezkanalen)
- Upupa epops ceylonensis  – häckar i centrala och södra Indien och på Sri Lanka
- Upupa epops longirostris – häckar från Assam till Malackahalvön, Indokina och Sumatra

senegalensis/waibeli-gruppen
- Upupa epops senegalensis – häckar i Sahel, från Senegal och Gambia till Etiopien, Somalia och Uganda
- Upupa epops waibeli – häckar från Tchad till Kamerun (Adamawaplatån), norra Uganda och Kenya

africana-gruppen
- Upupa epops africana – häckar i Afrika söder om ekvatorn, från södra Kongo-Kinshasa till Uganda och Kenya söderut till Sydafrika

Underarterna saturata och orientalis inkluderas ofta i nominatformen.
Madagaskarhärfågel (Upupa marginata) har tidigare behandlats som underart till härfågel.

### Förekomst i Sverige

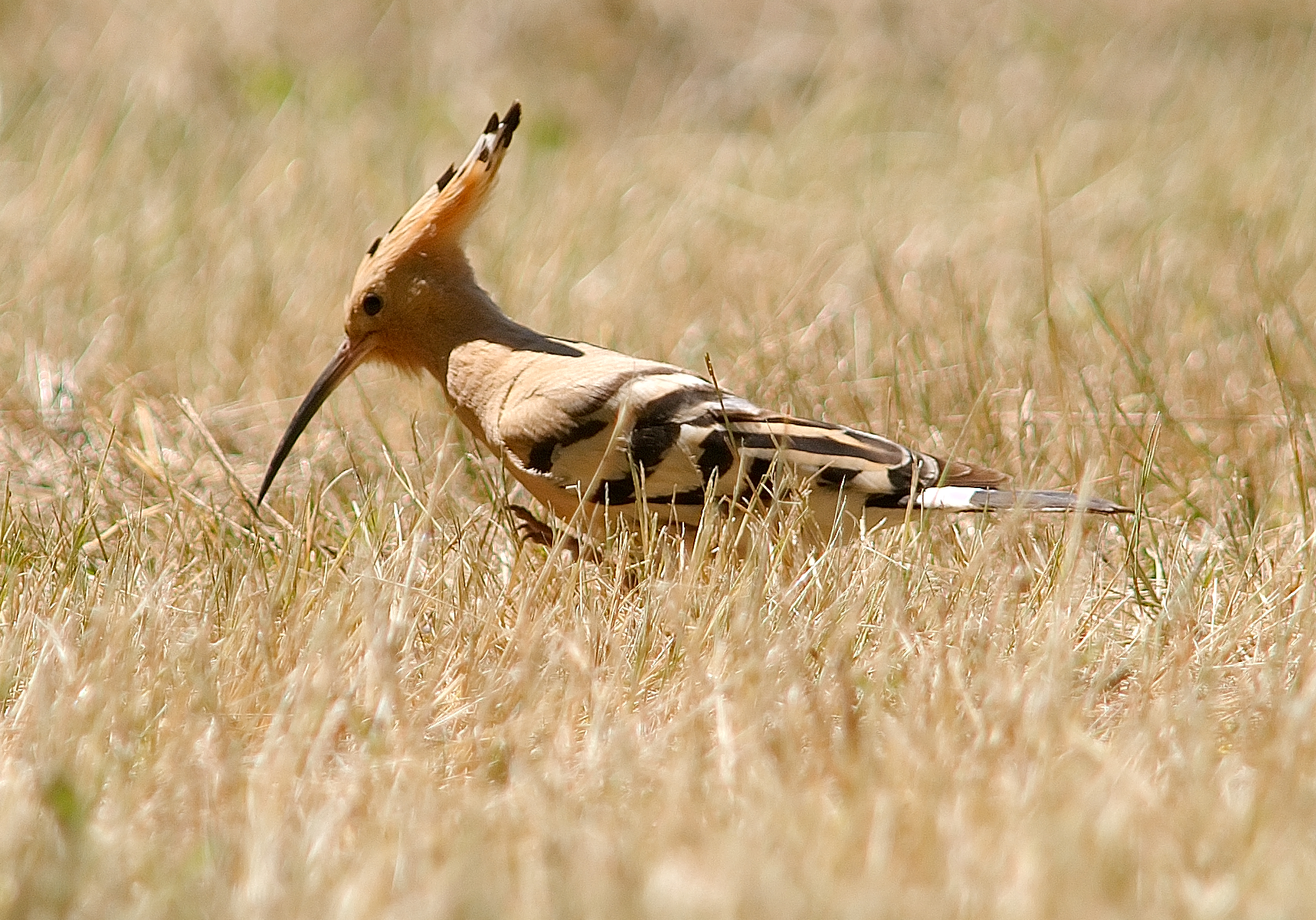
Härfågel i typisk miljö, fotograferad i Frankrike.

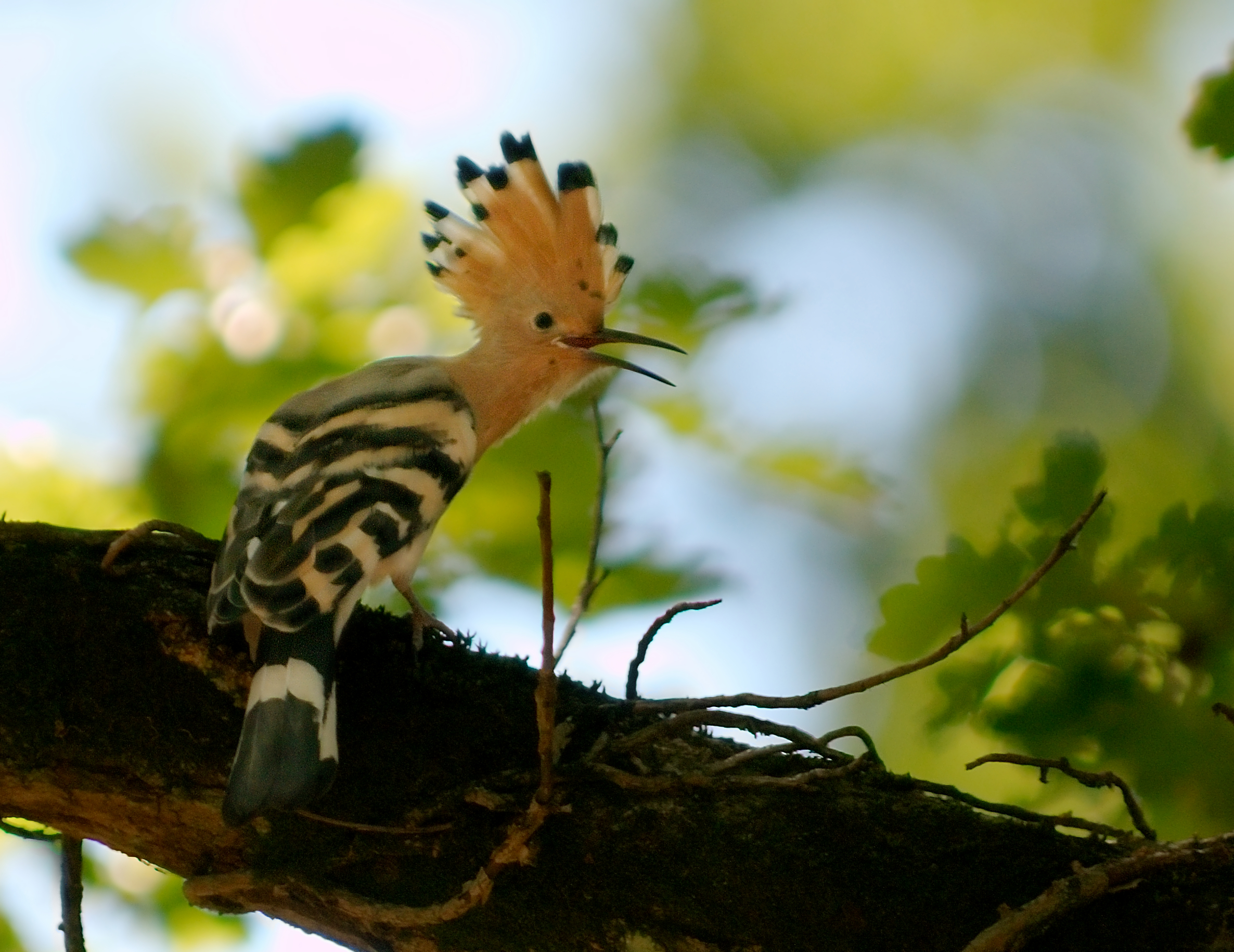
Härfågel med rest huvudplym.

Arten etablerade sig sent som häckfågel i Sverige, under första halvan av 1800-talet. Den häckade då i Skåne, utmed östkusten upp till Stockholm, och längst inåt landet i Hjo. Omkring 1920 hade den återigen försvunnit, men återkom som årlig sällsynt häckfågel under 1980- och 90-talet. Efter 2001 har dock ingen trolig eller säker häckning rapporterats, utom i Västmanland 2008 och Skåne 2017. Merparten av de senare häckningarna har alla noterats på Öland, som också är det område i Sverige där härfågeln oftast observeras. På grund av detta togs härfågeln upp på 2005 års Röda listan som akut hotad (CR). Sedan 2010 års rödlista anges den återigen som nationellt utdöd. Härfågeln har observerats i Sveriges alla landskap.

## Ekologi
Härfågeln bygger bo i trädhål, bland stenblock, ofta i stenmurar och sällsynt direkt på marken. Boet placeras vanligtvis omkring 1,5 meter över marken. Boet byggs av en bädd av torrt gräs, ko- eller hästgödsel och små kvistar. Boet är ofta illaluktande och rejält nedsmutsat av fågelträck. Härfågeln lägger fem till åtta gråa eller gula, cirka 26 millimeter stora ägg som ruvas av honan i 16–18 dagar. Ungarna är flygfärdiga efter 26–29 dagar. Arten är beroende av ett öppet odlingslandskap. Härfågeln livnär sig av bland annat stora insekter och små ödlor som den tar i betade hagar, och plockar gärna i spillning efter föda.

## Härfågeln och människan

### Status och hot
Härfågeln har ett mycket stort utbredningsområde och världspopulationen uppskattas till mellan fem och tio miljoner individer. I Europa tros det häcka 1 300 000–2 760 000 par. Den minskar dock i antal till följd av habitatförstörelse och jakt, dock inte tillräckligt kraftigt för att anses vara hotad. Internationella naturvårdsunionen IUCN kategoriserar den därför som livskraftig (LC).

### Mytologi och folktro

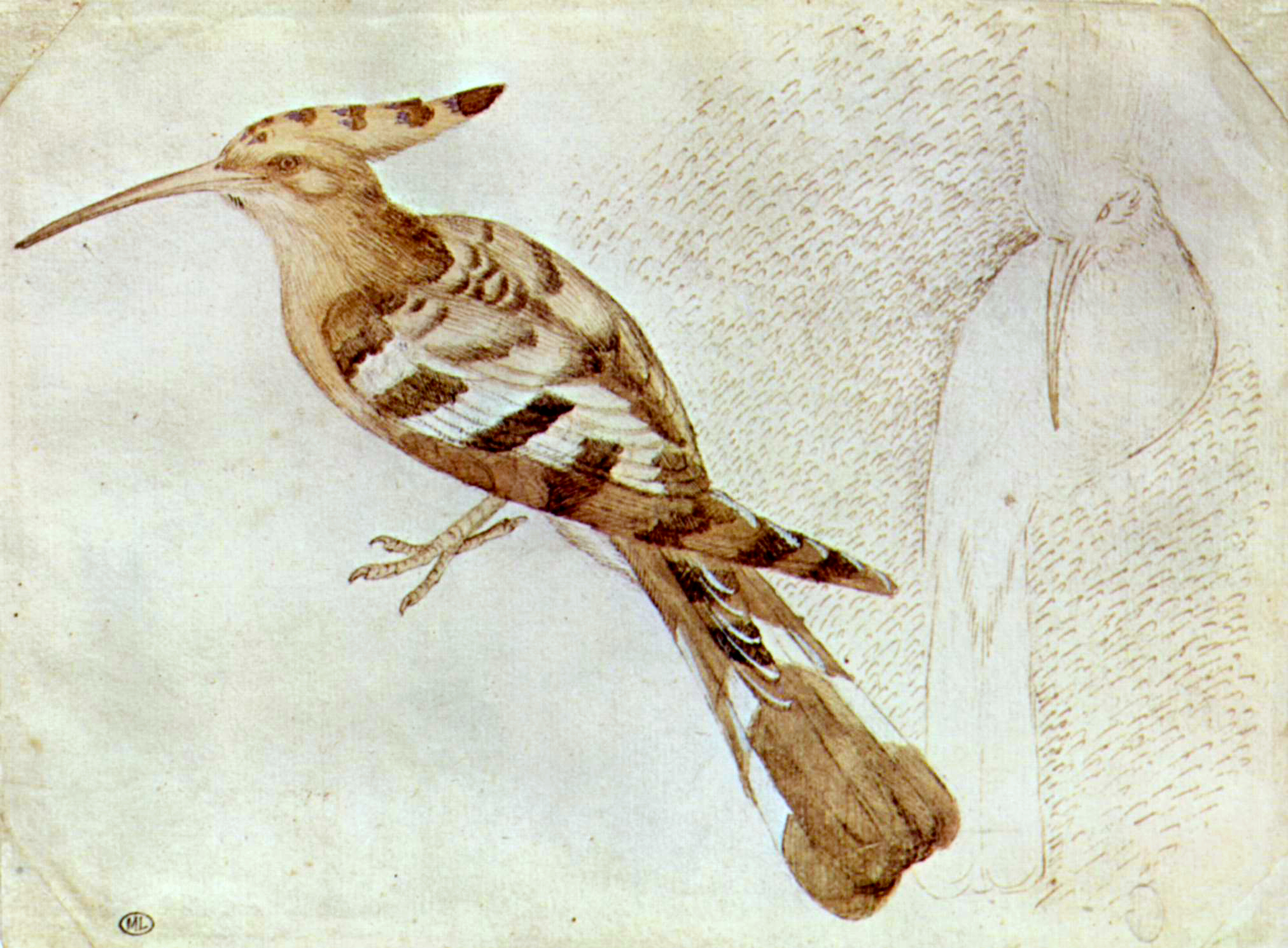
Härfågel tecknad av Pisanello i Codex Vallardi från 1430-1440.

På grund av härfågelns uppseendeväckande utseende och höga läte har den fått en framträdande plats i mytologi och folktro. Den har i flera äldre källor beskrivits som rädd och ängslig men av andra, exempelvis Johann Friedrich Naumann, som orädd. Detta har resulterat i många berättelser om att den varnar människorna vid fara. I folktron har härfågeln ansetts förebåda både krig och svält då dess läte tolkades som: "Upp! Upp! Upp! Ut! Ut!".
Arten förekommer i grekisk mytologi där Tereus förvandlades till härfågel. I klassisk kinesisk poesi brukar härfågeln beskrivas som en budbärare från himlen, som ofta bär nyheter om våren. I Schweiz trodde man förr att man kunde bota snuva om man drack askan av en härfågel blandat med vin. I Tusen och en natt står det att läsa att man kan få vem som helst att berätta sina hemligheter genom att placera ett härfågelshjärta under huvudet på personen när denne sover. Det berättas i Koranen att Kung Salomo hade med en härfågel på sina resor eftersom den hittade underjordiska källor med vatten.

### Namn
Det är fågelns läte som har givit den dess vetenskapliga namn "upupa" vilket är latin och användes redan av Aristoteles. Även dess engelska trivialnamn "hoopoe" är ljudhärmande. Dess svenska trivialnamn, som härstammar redan från medeltiden, har också uppstått ur dess läte. "Härfågel" skulle vara en förändring av "oäringsfågel", som härleds från äring, vilket betyder "årets skörd". Oäring innebär sålunda ett missväxtår, och i folktron har härfågeln ansetts förebåda både krig och svält. Äldre dialektala svenska namn anspelar på samma ursprung, som popp i Skåne, oäringsfågel i Halland och pofågel i Blekinge.

### I litteraturen

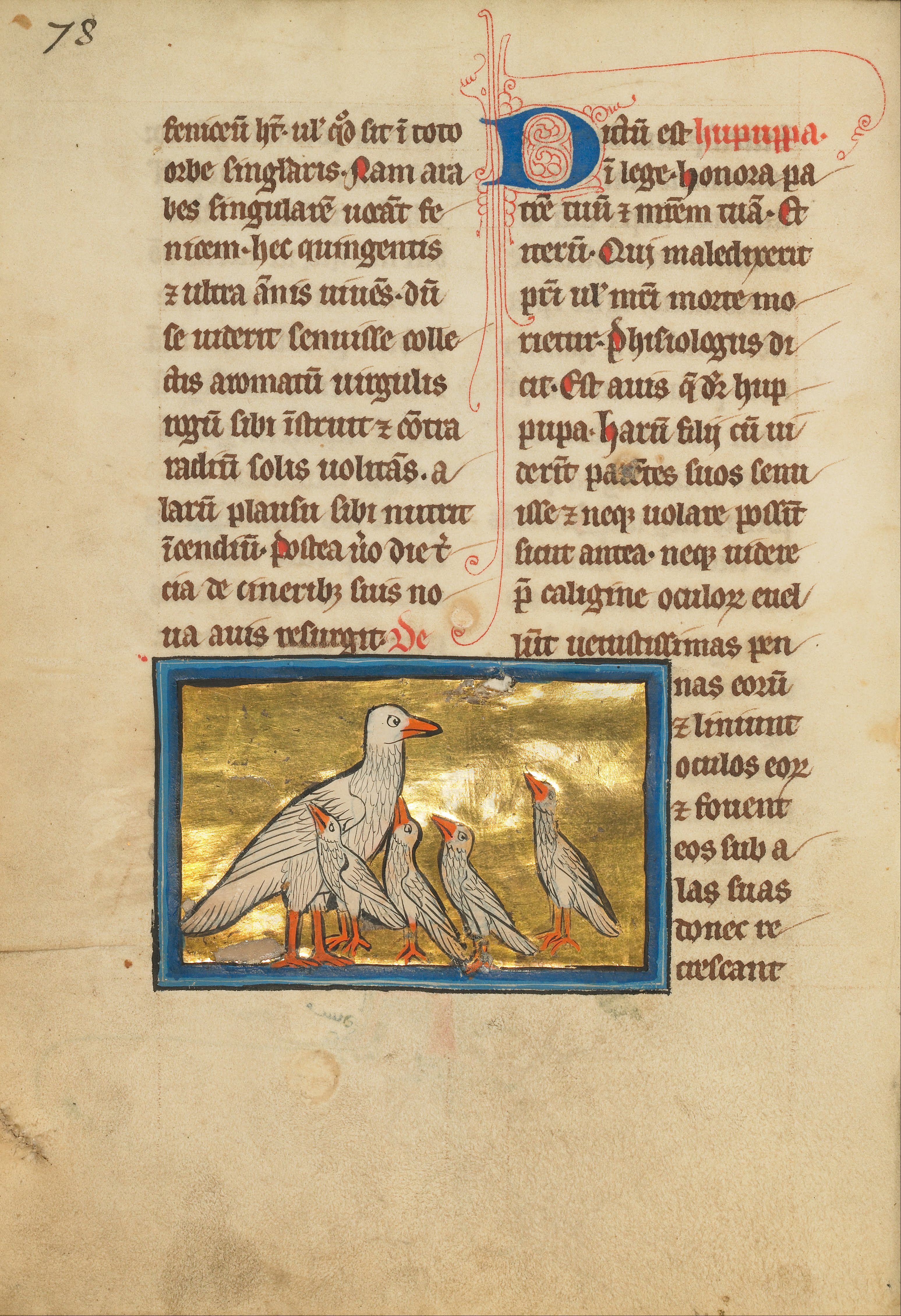
Beskrivning av härfågel i Hugo Fouilloys fågelbok från 1278-1299.

Falstaff, fakir (Axel Wallengren) skrev:
Upupa epops-kalops
kan man propsa i en mops.
Bertil Malmberg använde härfågeln i en dikt om konstnärers sorg och lycka, där "frostiga bördan på vintriga vingar" bland annat syftar på den karakteristiska fjäderdräkten:
Du Faidon och ni andra, en härfågel klingar
aldrig för saknad, för ve och hunger,
— aldrig för frostiga bördan på vintriga vingar,
och svanen sörjer ej, när han klagosjunger.
I klagosången
bo sommarekon av böljegången,
är doften av ängar —
ja, blotta ordet klagan har silversträngar.